# Dalek (artiste)
Pour les articles homonymes, voir Dalek (homonymie), James Marshall et Marshall.
Dalek, né James Marshall à New London (Connecticut) le 22 mai 1968, est un artiste américain connu pour son personnage de Space Monkey qui ressemble à une souris catatonique, né sur la côte est des États-Unis, il a également vécu au Japon. Très influencé par la culture punk et du skateboard, il est représenté en France par la galerie de Magda Danysz. Diplômé des Universités de Virginie en 1992 et de Chicago en 1995. En 2001, il fut l'assistant de Takashi Murakami.

## Exposition
- 2007 : Galerie Jonathan Levine